# Therion giganteum
Therion giganteum är en stekelart som först beskrevs av Johann Ludwig Christian Gravenhorst 1829.  Therion giganteum ingår i släktet Therion och familjen brokparasitsteklar. Arten är reproducerande i Sverige. Inga underarter finns listade i Catalogue of Life.